# Dóra Lőwy
Dóra Lőwy (Tata, 28 de junho de 1977) é uma ex-handebolista profissional húngara, medalhista olímpica.
Dóra Lőwy fez parte dos elencos medalha de prata, em Sydney 2000, com 3 partidas e 3 gols.